# Bruce Pavitt
Bruce Pavitt (7 marzo 1959) è un produttore discografico statunitense, fondatore della casa discografica Sub Pop.

## Storia
Fondando la Subterranean Pop, sin dagli anni ottanta si prefigge l'obbiettivo di far emergere band alternative nell'area di Olympia.
Nel 1983 si sposta nell'area di Seattle e nel 1987 conosce Kim Thayil dei Soundgarden, iniziando così una prolifica collaborazione. In seguito avrà rapporti con le maggiori band grunge, tra le quali figurano: Nirvana e Mudhoney.